# Клаудія Баккаріні
Клаудія Баккаріні (італ. Claudia Baccarini; 13 жовтня 1910, Фаенца — 24 грудня 2024, там само) — італійська довгожителька, чий вік підтверджено Групою геронтологічних досліджень (GRG) та Групою LongeviQuest (LQ). 23 листопада 2023 року після смерті Доменіки Ерколані вона стала найстарішою живою людиною в Італії. Також вона була 3-тя найстаріша жива людина в Європі та 9 найстаріша жива людина у світі. Померла у віці 114 років, 72 дня.

## Біографія
Клаудія Баккаріні народилася 13 жовтня 1910 року у Фаенці, Італія.
У червні 1946 брала участь у голосуванні на Конституційному референдумі, на якому більшість тих, хто проголосував, обрали республіку, як форму правління країни.
Вона була дружиною П'єтро Бальді, який з 1951 по 1956 рік обіймав посаду віце-мера Фаенці. У них було 10 дітей.
6 червня 2023 року її вік був офіційно підтверджено GRG.
Клаудія Баккаріні померла 24 грудня 2024 року у Фаенці, Емілія-Романья, Італія у віці 114 років, 72 дня. Після її смерті найстарішою живою людиною в Італії стала Лючія Лаура Санженіто.

## Рекорди довгожителя
- 11 вересня 2020 року, після смерті 110-річної Ансельми Артузі, вона стала найстарішою коли небудь у регіоні Емілія-Романья.
- 17 листопада 2023 року після смерті Доменіки Ерколані[it] вона стала найстарішою живою людиною в Італії[12].
- 27 серпня 2024 року, після смерті Шарлотти Кречман стала 10-ю найстарішою живою людиною у світі.
- 11 вересня 2024 року, після смерті Сільверії Мартіна Діаса стала 9-ю найстарішою живою людиною у світі та 3-ю найстарішою живою в Європі.
- 13 жовтня 2024 року Клаудія Баккаріні стала 224 людиною в історії, яка досягла 114-річчя, чий вік був підтверджений.